# Luigi Amoroso
Luigi Amoroso, född 26 mars 1886 i Neapel, död 28 oktober 1965 i Rom, var en italiensk nationalekonom, bankman och matematiker.